# Эпсилон
Ε, ε (название: э́псилон, греч. έψιλον, др.-греч. ἒ ψιλόν) — 5-я буква греческого алфавита. В системе греческой алфавитной записи чисел имеет числовое значение 5. Происходит от финикийской буквы 𐤄 — хе. От буквы эпсилон произошли латинская E и кириллические Е, Ё, Є и Э.
Название «эпсилон» (Ε ψιλόν — «е простое») было введено в Средние века для того, чтобы отличать эту букву от созвучного дифтонга αι. В Древней Греции названием буквы было εἶ ([êː]).

## Использование
Заглавная буква эпсилон не используется как символ, поскольку пишется так же, как и заглавная латинская буква E.
В различных дисциплинах при помощи строчной буквы ε обозначаются:
- в математическом анализе — положительное сколь угодно малое вещественное число; см. примеры в статье Предел последовательности;
- в теории множеств — отношение принадлежности элемента множеству (такое обозначение является устаревшим, сейчас для той же цели используется символ ∈); предельное порядковое число последовательности {\displaystyle \omega ,\omega ^{\omega },\omega ^{\omega ^{\omega }},\dots }.
- в тензорном исчислении — символ Леви-Чивиты;
- в теории автоматов — эпсилон-переход;
- в физике — угловое ускорение; коэффициент экстинкции оптического поглощения; проводимость среды; электронный захват; относительное удлинение; диэлектрическая проницаемость среды; энергия активации; ЭДС; ε0 — электрическая постоянная; тензор деформации.
- в астрономии — пятая (как правило) по яркости звезда в созвездии;
- в программировании — точность численного типа данных (наименьшее положительное значение eps, для которого будет соблюдаться неравенство 1 + eps > 1);
- в информатике — пустая строка;
- в фонетике — неогубленный гласный переднего ряда средне-нижнего подъёма;
- в теории метаболического контроля — эластичность фермента;
- в железнодорожных дисциплинах — коэффициент съёма.